# Passo do Rei

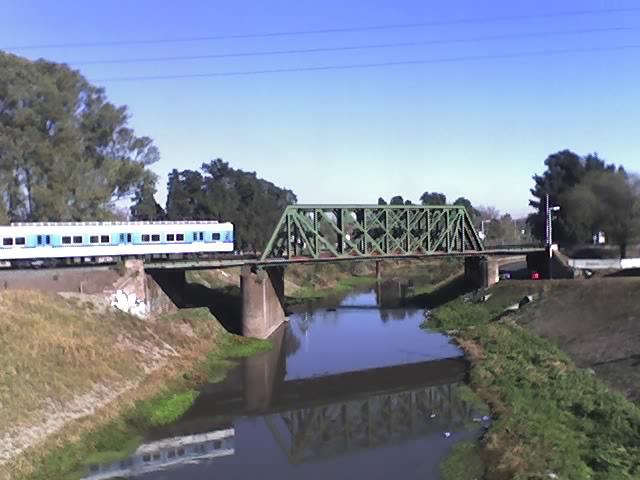
Ponte ferroviária sobre o rio Reconquista em Paso del Rey, província de Buenos Aires, Argentina

Passo do Rei (em espanhol Paso del Rey) é uma cidade da Argentina, localizada na província de Buenos Aires, situada na área metropolitana de Gran Buenos Aires.